# Psihično nasilje
Psíhično nasílje je ena izmed oblik nasilja. Označuje množico dejanj, ki na nezaželen in grob način vplivajo na človekovo psiho (vpliva na samozavest, samospoštovanje in samopodobo žrtve).

## Opredelitev
Psihično nasilje je namerna uporaba moči proti posamezniku ali skupini ljudi. Vključuje zlorabo, zastraševanje in napade, s katerimi prizadenemo škodo mentalnemu, moralnemu in socialnemu razvoju posameznika. Ocena oseb(e), dogodka ali dejanja kot nasilnega je subjektivna, osnovana na podlagi pripisovanja pomena dogodkov. Gre za interakcijo vplivov specifičnega dogodka, izkušenj, vrednot posameznika ipd.

### Pojavne oblike psihičnega nasilja
Oblik psihičnega nasilja je zelo veliko. Nekatera izmed vedenj, ki jih uvrščamo med psihično nasilje so:
- verbalno nasilje (uporaba grobih besed, vpitje, poniževanje, zmerjanje …),
- ustvarjanje slabih in neprimernih mnenj o človeku na podlagi stereotipov,
- izsiljevanje,
- grožnje,
- pretirana kritičnost,
- socialna izolacija,
- posesivnost,
- ignoriranje,
- molk,
- grožnje s fizičnim nasiljem,
- poniževanje,
- nadzorovanje,
- zahteve po pozornosti,
- zbujanje občutkov krivde in manjvrednosti,
- postavljanje ultimatov.

## Psihičnonasilje na delovnem mestu
Psihično nasilje na delovnem mestu se pojavlja povsod, ne glede na stopnjo izobrazbe in ne glede na položaj. Je ena izmed pojavnih oblik nasilja na delovnem mestu, ki ga obravnava Zakon o delovnih razmerjih. Glavna značilnost psihičnega nasilja na delovnem mestu je izločitev in stigmatizacija posameznika. Glede na povzročitelje nasilja v delovnem okolju ločimo nasilje nadrejenega nad podrejenim, nasilje podrejenega nad nadrejenim, nasilje med delavci na isti ravni v hierarhični strukturi ter nasilje med delavci in njihovimi strankami oziroma odjemalci.
Potrebno je opozoriti, da obstaja zmeda v slovenski terminologiji, saj se psihično nasilje na delovnem mestu pogosto enači z mobingom. 
Dejanja, značilna za psihično nasilje na delovnem mestu:
- so usmerjena v enega ali več zaposlenih,
- jih žrtve zavračajo,
- so lahko premišljena ali nenamerna,
- so za žrtev ponižujoča in žaljiva ter ji povzročajo stisko,
- lahko negativno vplivajo na opravljanje dela in/ali ustvarjajo neprijetno delovno okolje.

Vedenja, značilna za psihično nasilje na delovnem mestu (npr. prikrivanje informacij, izolacija, klevetanje, kritiziranje, širjenje govoric, vpitje, posmehovanje) so raziskovalci kategorizirali in razdelili v pet skupin:
- Dejanja povezana z delom (lahko vključujejo spreminjanje žrtvinih delovnih nalog na negativen način ali oviranje žrtve pri izpolnjevanju teh nalog).
- Socialna izolacija posameznika (lahko vključuje prekinitev komunikacije s posameznikom ali izločitev posameznika iz družbenih dogodkov v organizaciji).
- Osebni napadi/napadi na posameznikovo zasebno življenje z zasmehovanjem, žaljivimi opazkami ipd.
- Verbalne grožnje, kritiziranje, vpitje ali sramotenje v javnosti.
- Širjenje govoric.

### Razširjenost psihičnega nasilja na delovnem mestu
Raziskave, opravljene v različnih evropskih državah (Avstrija, Danska, Finska, Irska, Madžarska, Nemčija, Nizozemska, Norveška, Portugalska, Švedska in Združeno kraljestvo), kažejo, da je od 8 % do 10 % zaposlenih občasno žrtev psihičnega nasilja na delovnem mestu, od 1 % do 4 % zaposlenih pa je žrtev resnih dejanj psihičnega nasilja. V večini evropskih držav se psihično nasilje na delovnem mestu pogosteje pojavlja v javnem kot zasebnem sektorju. Ženske so pogosteje žrtve, moški pa povzročitelji psihičnega nasilja. V povprečju traja psihično nasilje od 15 do 18 mesecev. Med žrtvami psihičnega nasilja se približno enako pogosto pojavljajo zaposleni z različnim statusom.

### Preprečevanje psihičnega nasilja na delovnem mestu
Na Nizozemskem so oblikovali model za preprečevanje in preseganje negativnih interakcij. Model je sestavljen iz petih faz:
- Prva faza – preprečevanje: oblikovanje politike ob upoštevanju zakonske obveze in možnih finančnih posledic na podlagi podatkov o razširjenosti negativnih interakcij v podjetju.
- Druga faza – odkrivanje: potrebno je določiti, kdo je odgovoren za odkrivanje in prijavo negativnih interakcij.
- Tretja faza – podpora in pomoč: napotitev žrtve k usposobljenemu svetovalcu in po potrebi naprej k zdravniku ali psihologu.
- Četrta faza – intervencija: neformalne rešitve (lahko neke vrste mediacija), formalni pritožbeni postopki, reševanje problema z zunanjo pomočjo.
- Peta faza – dolgoročnejši ukrepi: osveščanje zaposlenih, spreminjanje pravil vedenja in vrednot v skupini, povečana »občutljivost« za negativne interakcije ipd.

## Psihično nasilje v družini
Psihično nasilje v družini se lahko pojavlja kot samostojna oblika nasilja, lahko pa se prepleta s fizičnim in spolnim nasiljem. Gre za nasilje v kontekstu navezovalnih odnosov. V družini, v katerih vlada nasilje, se ciklično izmenjujejo občutki varnosti, tolažbe in zaščite z občutki nemoči, strahu in obupa.

### Razširjenost psihičnega nasilja v družini
Pilotna raziskava Katedre za družinsko medicino Medicinske fakultete v Ljubljani iz leta 2006 je pokazala, da je 10,9 % obiskovalcev zdravnika družinske medicine žrtev psihičnega nasilja v družini. Raziskavo so leto kasneje ponovili. Žrtev psihičnega nasilja v družini je bilo 23, 8 %, od tega 15, 7 % moških in 28, 5 % žensk. Večjo verjetnost za pojav psihičnega nasilja imajo ženske, mlajši posamezniki in (večkrat) razvezane osebe.

### Nasilje nad otroki
Psihično nasilje, kot primarna oblika nasilja nad otrokom, se v ZDA pojavlja v 7-11 % primerov, nekoliko pogosteje nad deklicami. Verjetno se psihično nasilje nad otroki pojavlja še v večjem obsegu, saj so v uradne statistike vključeni le primeri, ko se žrtve odločijo spregovoriti in poiskati pomoč ali pa zaposleni v določenih organizacijah prepoznajo nasilje. Stopnja psihičnega trpinčenja raste s starostjo otroka. Psihično nasilje nad otroki obsega vedenje staršev ali skrbnikov, s katerim onemogočajo razvoj samospoštovanja in medosebnih veščin otroka. Vključuje namensko omalovaževanje, zmerjanje in druge oblike žaljivega vedenja, ki prizadenejo otrokovo samopodobo in samospoštovanje, zavestno in namensko zanemarjanje otrokovih čustvenih potreb, poniževanje otroka in prikrajševanje za dostojanstvo, zastrahovanje, izolacija otroka, namenska vzgoja za asocialnost in disocialnost, izkoriščanje otrokovega dela v družini ipd. Nasilje v družini obravnava Zakon o preprečevanju nasilja v družini.

#### Posledice psihičnega nasilja nad otroki
Psihično nasilje pogosto povzroča veliko globlje posledice kot telesno zanemarjanje. Posledice psihičnega nasilja nad otroki so:
- nizko samospoštovanje,
- višja stopnjo depresivnosti, disociacije in tesnobe pri odraslih ženskah, psihično zlorabljenih v otroštvu,
- tretjina ljudi, žrtev nasilja v otroštvu, je kasneje v življenju trpela za posttravmatsko stresno motnjo,
- žrtve nasilja v otroštvu kažejo več jeze, pomanjkljivo vztrajnost pri nalogah, so bolj odvisne od drugih ljudi, bolj impulzivne in nevroticistične v odrasli dobi.

### Preprečevanje nasilja v družini
Ukrepi za sistemsko reševanje nasilja v družini:
- Dostopnost ustreznih informacij (strokovnjaki, krizni telefoni, skupine za samopomoč …).
- Odkrivanje nasilja v družini (zgodnje intervencije).
- Prijavljanje.
- Pomoč in terapevtska obravnava celotne družine.
- Ukrepi za otroke (posebna skrb socialnih služb, šola za starše …).
- Pomoč ženskam (odstranitev nasilneža, namestitev v varne hiše, finančna pomoč …).
- Ukrepi za starejše.
- Obravnava storilcev.
- Izobraževanje (učenje nenasilnih načinov reševanja problemov, učenje o vrednotah …).
- Socialne službe (multidisciplinarni pristop, oblikovanje protokolov za obravnavo …).
- Nevladne organizacije (selekcija, strokovna usposobljenost – dopolnjevanje dela javnih služb).